# تصريح عمل
يُعرف تصريح العمل (بالإنكليزية: Work permit) بإذن قانوني لامتهان وظيفة ما في دولة أجنبية غير بلد المواطنة، كما قد يشير للسماح لمن هم دون السن القانوني بالعمل بشكل مُشرّع بموجب قوانين عمالة الأطفال، وقد يستلزم مجال صناعي ما امتلاك تصريح عمل لإنجاز وظائف معينة ضمن المصنع خارج إطار المهام التشغيلية المُعتادة (كمهام الصيانة)، وقد يدعى هذا المصطلح في بعض المناطق بـ«إذن مزاولة المهنة».

## الاتحاد الأوروبي
تمتلك كل دولة في الاتحاد الأوروبي حالياً إجراءات مختلفة لمنح تصريحات العمل لمواطني الدول خارج هذا الاتحاد، ولمعالجة هذه المسألة بدأت المفوضية الأوروبية عام 1999 بالعمل على تطوير معاملات موحدة لانضمام أولئك المواطنين للقوى العاملة الأوروبية، وتبنّت في أكتوبر/تشرين الأول عام 2007 مقترحاً لتقديم تصريح عملٍ شبيه ببرنامج «البطاقة الخضراء» الأمريكي، يُسمّى بـ«البطاقة الزرقاء»، ويتماثل مع برنامج المهاجرين ذوي المهارات العالية الخاص بالمملكة المتحدة، باستثناء تطلّب الأول الحصولَ على عقد عمل في الدولة المُحدّدة قبل الهجرة إليها، وبعد تقضية سنتين فيها سُيسمح للمُهاجر/ة بالانتقال إلى دولة أخرى ضمن الاتحاد الأوروبي والعمل فيها، ومن ثم جمع عدد السنوات التي عاش/ت خلالها فيه لطلب الحصول على إقامة، فستُلغي هذه البطاقة تصريحات العمل على امتداد الاتحاد الأوروبي وتُمركز إصدارها في بروكسيل.

### بلجيكا
يُحكَم إصدار تصريحات العمل في بلجيكا جزئياً بسياسة التحويل لقانون الاتحاد الأوروبي، وخصوصاً مبدأ حرية حركة العمّال، ومن جهة أخرى بالتشاريع الخاصة ببلجيكا.
وتوجد ثلاثة أنواع من تصريحات العمل للمواطنين خارج الاتحاد الأوروبي: النوع (سي) للطلاب والأسباب الإنسانية والمرتبطة بالعائلة أو العلاقات، والنوع (بي) لأصناف العمل الخاصة (غالباً في سياق تدريب العاملين وتعيينهم)، وأخيراً النوع (أيه) الخاص بحالات الأفراد الذين أُعطوا التصريح من النوع (بي) مراراً.
(Work permit (Belgium), n.d.)

### فرنسا
تُعتبر إجراءات الحصول على تصريح عمل في فرنسا دقيقة ومعقدة جداً، لأنه ينبغي على طالب الوظيفة أن يُثبت عدم ملائمة أي من المتقدّمين الفرنسيين للمنصب المنشود.

### المملكة المتحدة
توجد سبع طرق معيارية للتقدّم بطلب تصريح عمل في المملكة المتحدة، وهي الترتيبات المهنية والتجارية، وترتيبات التدريب والخبرة العملية، وترتيبات الأفراد الرياضيين والمرفِّهين، وفترات تدريب الطلّاب، والاتفاقية العامة لتجارة الخدمات (جاتس)، وتأشيرة الأسلاف والمخطط القائم على القطاعات.
وتلزِم جميع الطلبات المُقدّمة حاملي تصريح العمل بمغادرة البلد الذي صدر منه هذا التصريح كل 3 أشهر بموجب ترتيبات تصريح العمل، وتبلغ تكاليف مغادرة المطار 64 جنيهاً استرلينياً للشخص الواحد، وتجب العودة للمطار بعد 24 ساعة أو يوم عمل واحد لمغادرة البلاد، بينما يُكلّف البقاء في المطار 35 جنيهاً استرلينياً للشخص، وكذلك تجب مغادرة البلاد بعد 24 ساعة أو يوم عمل واحد، ويتضمن كلٌ مما سبق إجراءات خاصة لطلب الحصول على التصريح، والتي تستلزم عموماً حصول المتقدّم على عرض توظيفي من صاحب عمل في المملكة المتحدة.
تسمح تأشيرة العمل في المملكة المتحدة بخيارات التمديد التي قد تؤدي للحصول على إقامة دائمة، وبوجود الدول الأوروبية في الجوار بالإضافة إلى السقف المحلية الكبيرة، تقدّم أصناف تأشيرات عمل المملكة المتحدة بوابةً لآلاف المتقدمين الراغبين بخوض الحياة الأوروبية.
ويجري استبدال نظام تصريح العمل في المملكة المتحدة حالياً بنظام هجرة جديد معتمد على النقاط.

### روسيا
تشير تقديرات دائرة الهجرة الاتحادية الروسية إلى مزاولة 5 ملايين مواطنٍ أجنبي لأعمال في روسيا.
ويَشترط العمل في روسيا امتلاك المواطن الأجنبي تأشيرة عمل (أي تأشيرة للوصول عند الطلب)، وحصوله على تصريح عمل وتسجيل بياناته في هيئات دائرة الهجرة الاتحادية الروسية.
أما بالنسبة للمواطنين الأجانب الواصلين إلى روسيا دون تأشيرة (مثل أعضاء رابطة الدول المستقلة، باستثناء تركمانستان وجورجيا)، توجد إجراءات مُبسّطة، إذ تبلغ مدة إقامتهم المؤقتة 90 يوماً، لكن يُمكن تمديدها حتى سنة كاملة منذ تاريخ دخول روسيا الاتحادية، وذلك بتقديم عقد العمل لدائرة الهجرة أو أي عقد ذي طبيعة مدنية قانونية، وبهذه الطريقة يمكن للأجنبي أن يحصل على تصريح عمل تصل مُدته لـ90 يوماً، ومن ثم تمديده بعد مزاولة العمل، ولكن يوصى بالحصول على عقد عملي أو مدني مباشرةً وإصدار تصريح عمل يوافق مدة صلاحيته.
ويُقسم تصريح العمل لأصناف منها:
- يُوظَّف المهنيون المؤهلون بمجالهم المهني الحالي (أي اختصاصهم)، المشمول بقائمة الأعمال المُوافَق عليها (أو الاختصاصات والمناصب)
- يُشرَك المهنيون ذوي الكفاءات العالية بأعمال توافق أحكام المادة 14 من القانون الاتحادي المتعلق بالأوضاع القانونية للمواطين الأجانب في روسيا الاتحادية.

### أوكرانيا
يمكن توظيف الأجانب وعديمي الجنسية في أوكرانيا بعد حصولهم على تصريح ملائم، وقد فُرضت متطلبات هذا الأمر بموجب المادة 42 من قانون أوكرانيا المتعلق بالتوظيف، وتُعتبر دائرة التوظيف العامة في أوركانيا السلطة الرئيسية لإصدار تصريحات العمل.
ومن غير المطلوب الحصول على تصريح عمل لـ:
- الأجانب الممتلكين لتصريح إقامة في أوكرانيا
- اللاجئين
- الأجانب الحاصلين على إذن بالهجرة لأوكرانيا
- الأجانب المُعتبَرين كأفراد بحاجة لحماية إضافية، أو الممنوحين حماية مؤقتة في أوكرانيا
- وكلاء أساطيل الملاحة (النهرية) وشركات الطيران الأجنبية العاملين لدى شركات كهذه على أرض أوكرانيا
- العاملين في الإعلام الأجنبي المُفوّضين للعمل في أوكرانيا
- الرياضين، والفنانين وعمال الفن المهنيين المُفوّضين للعمل في أوكرانيا
- العاملين في خدمات الطوارئ، وذلك لعمل عاجل
- موظّفي فروع المكاتب الأجنبية المُسجّلين على أرض أوكرانيا بما يتوافق مع الإجراءات التي يفرضها القانون
- الكهنة المقيمين في أوكرنيا بشكل مؤقت (بناءً على دعوة من منظمة دينية) لنشاط كنسي حصري لدى منظمة كتلك
- الأجانب الواصلين لأوكرانيا للمشاركة في تنفيذ مشاريع المساعدة التقنية الدولية
- الأجانب الواصلين لأوكرانيا للقيام بالتدريس و/أو نشاطات علمية في مؤسسات التعليم العالي
- أجانب آخرين في حالات تقدمها القوانين والمعاهدات العالمية الأوكرانية

يُعتبر الحصول على تصريح عمل في أوكرانيا أحد أساسات نيل تصريح إقامة فيها.

## الولايات المتحدة الأمريكية
عموماً لا تطلب الولايات المتحدة الأمريكية تصريحات عمل للمواطنين البالغين، لكنها تستلزم امتلاك بعض الأجانب وثيقة ترخيص مزاولة المهنة من دائرة خدمات الهجرة والجنسية الأمريكية التابعة لوزارة الأمن الداخلي.
ولا تتطلب الحكومة الاتحادية للولايات المتحدة الأمريكية تصريحات عمل أو شهادات إثبات للعمر لتوظيف فرد دون السن القانوني،  ولكن يشكّل امتلاك شهادة عمرية محاولة حسنة النية للتوافق مع متطلبات الحد العمري الأدنى لقانون معايير العمل العادل لعام 1938.
وتُصدر وزارة العمل الأمريكية شهادة عمرية لموظّف ما دون السن القانوني إذا لم تُصدرها ولايته، أو إذا طلب منه صاحب العمل تزويده بها، إذ تُلزم العديد من الولايات العاملين البالغين أعماراً محددة بامتلاك هذه الشهادة، ففي نيوجيرسي على سبيل المثال، تُطلب التصريحات من الأفراد الذين بلغوا الرابعة عشرة والخامسة عشرة من عمرهم، بينما تتطلب ولايات أخرى مثل ماساتشوستس، على الأقل نظرياً، تصريحات عمل لجميع الأفراد دون السن القانوني حتى يبلغوا الثامنة عشرة، ويكون تطبيق هذه القوانين صارماً في بعض الولايات.
تصدر التصريحات عادة عن النظام المدرسي الذي يرتاده الفرد القاصر، ويُشترَط امتلاكها عادةً، على الأقل عند التسجيل في المدرسة الثانوية، مع إثباتات على الحضور المنتظم للدروس (دون غيابات كثيرة، أو تأخر أو تهّرب).
وعادة ما تُفرض قيود على العاملين دون السن القانوني تحدد عدد الساعات اليومية أو الأسبوعية التي يُسمح لهم بالعمل فيها، بالإضافة إلى أنماط الأعمال التي بإمكانهم ممارستها.

## تركيا
تُنظّم الهجرة في تركيا بواسطة المديرية العامة لإدارة الهجرة، تحت إشراف وزارة الداخلية، بينما تُمنح تصريحات العمل من قِبل المديرية العامة لهجرة العمل بإشراف من وزارة العمل والأمن الاجتماعي، وتُقدَّم جميع طلبات التصريحات سواءً للإقامة أو العمل من خلال بوابات حكومية على الإنترنت، فتُطلب تصريحات الإقامة عبر البوابة (e-Residence)، بينما تكون بوابة الحكومة الإلكترونية (e-Government) مخصصة لطلبات تصريحات العمل التركية.

## جنوب أفريقيا
تتوفر ثلاثة أصناف من تأشيرات أو تصريحات العمل للأجانب في جنوب أفريقيا، وتمتلك كل منها مجموعة مختلفة من المتطلبات التي تساعد في الهجرة لهذا البلد أو العمل فيه، وهي تأشيرات/تصريحات العمل العامة، والخاصة بالمهارات الحرجة، والتحويل ضمن الشركة نفسها.
ونظراً لتغيرات قانون الهجرة حديثاً (في مايو/أيار عام 2014)، أصبح الحصول على تصريحات للعمل في جنوب أفريقيا أمراً شاقّاً، وعموما يُشار إلى هذه التصريحات حالياً بالتأشيرات.

## كندا
تَصدر تأشيرات العمل الكندية عن برنامج العمال الأجانب المؤقتين التابع للهجرة والمواطنة الكندية، ويمتلك هذا البرنامج أربعة أنظمة: للعاملين ذوي المهارات العالية، والعاملين ذوي المهارات القليلة، وبرنامج عاملي الزراعة الموسمية، وبرنامج مقدمي الرعاية المقيمين.

## سنغافورة
تدير وزارة القوى العاملة في سنغافورة إجراءات تصريحات العمل، وتوجد عدة أصناف منها، ويتعلق صنف التصريح المُعطى عموماً بمجال راتب المنصب، والمهارات (بما فيها التعليم)، والخبرة العملية، ونوع الوظيفة المرغوبة.
بالنسبة للأفراد المتمرّسين، كالمربيات المقيمات القادمات من ماليزيا، يكون تصريح العمل قصير الأمد، وبإمكان أصحاب العمل أو وكالات محددة تعيين مربية ماليزية مقيمة بطلب تصريح عمل إما يدوياً أو على الإنترنت، ويمكن أن تصل مدة الصلاحية لـ16 أسبوعاً استناداً لوقت ميلاد الطفل، وتوجد حالتان يمكن بموجبهما تمديد مدة الإذن؛ إذا كانت فترة التوظيف المطلوبة أطول مما حدده التصريح، وعندما تغادر المربية المقيمة سنغافورة خلال فترة توظيفها.

### الخطورة
يُعتبر نظام تصريحات العمل منظومة رسائل رسمية معنيّة بضبط أنواع معينة من العمل تُعد مُحتمَلة الخطورة، وتهدف لضمان تخطيطات واعتبارات ملائمة للمخاطر التي تتضمنها وظيفة معينة في زمان ومكان مُحدّدَين، وتعيين احتياطات بموجبها.
وتُصنّف تصريحات العمل عادةً إلى «ساخنة» و«باردة»، إذ تشمل الساخنة منها أعمالاً يداهمها احتمال اشتعال حريق أو تولّد حرارة شديدة، بينما تتضمن الأعمال الباردة كل ما عدا ذلك.

## أستراليا
تتوفر أنواع عديدة ومتنوعة من التأشيرات للمهاجرين إلى أستراليا.

## تايلاند
يُلزَم الأجانب الحاصلون على تأشيرة من النوع (بي) والراغبون بممارسة مهن أو إنشاء عمل تجاري في تايلاند بالحصول على تصريح عمل، ويندرج إصدار تصريحات كهذه هناك تحت حكم وزارة العمل، ويٌمكن معاقبة مزاولة مهنة ما دون إذن كما لو كانت جُرماً، علماً أن إجراءات طلب إصدار تصريح العمل تستغرق سبعة أيام عمل، لكن إذا كان المُتقدّم مؤهلاً وقادرا على استخدام مركز خدمة المحطة الواحدة، قد يستغرق صدور التصريح يوماُ واحداً.

### المهن المحظورة على الأجانب
أنشأت وزارة العمل التايلندية قائمة بالمهن التي يُمنع على الأجانب ممارساتها، وذلك بهدف درء البطالة عن المواطنين المحليين مع توافد المهاجرين للبلاد، وتتضمن:
1. الأعمال اليدوية، باستثاء ما يتعلق بقوارب الصيد (بموجب النقطة التالية)، ولا ينطبق ذلك على الأجانب القادمين إلى تايلاند وفق اتفاقية لتوظيف العمّال بين الحكومة التايلاندية وأمم أخرى، بالإضافة إلى الأجانب الموصوفين كهاجرين شرعيين ويمتلكون شهادة إقامة بموجب القانون المنظّم للهجرة.
2. الزراعة، وتربية الحيوان، والحراجة وصيد السمك، ويُستثنى منها ما يتطلب معرفة مختصّة، والإشراف على المزارع، والعمل اليدوي في قوارب الصيد؛ وخصوصاً في الصيد البحري.
3. البناء الحجري، والنجارة، والأعمال البنائية الأخرى.
4. نحت الخشب.
5. قيادات الدراجات أو المركبات التي لا تستخدم آليات أو أجهزة ميكانيكية، باستثناء قيادة الطائرات دولياً.
6. البيع في المتاجر الأمامية أو العمل في مجال المزادات.
7. الإشراف، والتدقيق وتقديم الخدمات في مجال المحاسبة، باستثناء التدقيق الداخلي بين الحين والآخر.
8. قطع أو طلاء الأحجار الثمينة أو شبه الثمينة.
9. قص الشعر وتصفيفه، والتجميل.
10. نسج القماش باليد.
11. نسج الحصائر، أو صنع الأواني من القصب، أو الروطان، أو الجوتة، أو القش أو الخيزران.
12. صناعة ورق الأرز يدوياً.
13. الطلاء بالورنيش.
14. صناعة الآلات الموسيقية التايلاندية.
15. العمل بالتكفيت.
16. العمل بصياغة الذهب، والفضة، وسبائك الذهب مع النحاس.
17. العمل بالأحجار.
18. صناعة الدمى التايلاندية.
19. صناعة الفرش والملاحف.
20. صناعة أوعية الإحسان.
21. صناعة منتجات الحرير يدوياً.
22. صناعة صور بوذا.
23. صناعة السكاكين.
24. صناعة المظلات الورقية أو القماشية.
25. صناعة الأحذية.
26. صناعة القبعات.
27. إنشاء الوكالات أو السمسمرة، إلا لغرض التجارة الدولية.
28. الهندسة المدنية المهنية المتعلقة بالتصميم والحسابات، والمنهجة، والتحليل، والتخطيط، والتجريب، والإشراف على البناء، والخدمات الاستشارية، باستثناء العمل المتطلّب لتقنيات مختصَة.
29. الأعمال المعمارية المهنية المتعلقة بالتصميم، والرسم/الإنشاء، وتقدير التكاليف، والخدمات الاستشارية.
30. الخياطة النسائية.
31. الفخار.
32. لفّ السجائر يدوياً.التصريح الأمني
33. إجراء جولات سياحية أو إرشادها.
34. البيع المتجوّل للبضائع.
35. العمل المكتبي والسكرتاري.
36. تقديم خدمات قانونية أو الانخراط في العمل القانوني، باستثناء التحكيم والأعمال المتعلقة بالدفاع عن القضايا عند وصولها لحد التحكيم، عندما لا يكون القانون التايلاندي هو المنظّم للخلاف بموجب اعتبارات المحكّمين، أو حينما تكون قضيّةً لا توجب التقدّم لفرض قرار تحكيمي كهذا في تايلاند.[20]

## انظرأيضاً
- قانون العمل
- بطاقة عمل
- التصريح الأمني